# Adam Domb
Adam Domb – polski aktor żydowskiego pochodzenia, który zasłynął głównie z ról w przedwojennych żydowskich filmach i sztukach teatralnych w języku jidysz.

## Filmografia
- 1939: Bezdomni
- 1938: Mateczka
- 1924: Ślubowanie